# Pegasus 2
Pegasus 2 – amerykański satelita naukowo-badawczy i technologiczny do pomiaru mikrometeoroidów dla celów związanych z projektowaniem statków Apollo oraz dla testów pracy z rakietami Saturn. Drugi statek z serii Pegasus. Misja początkowo planowana na  rok trwała ponad trzy lata.

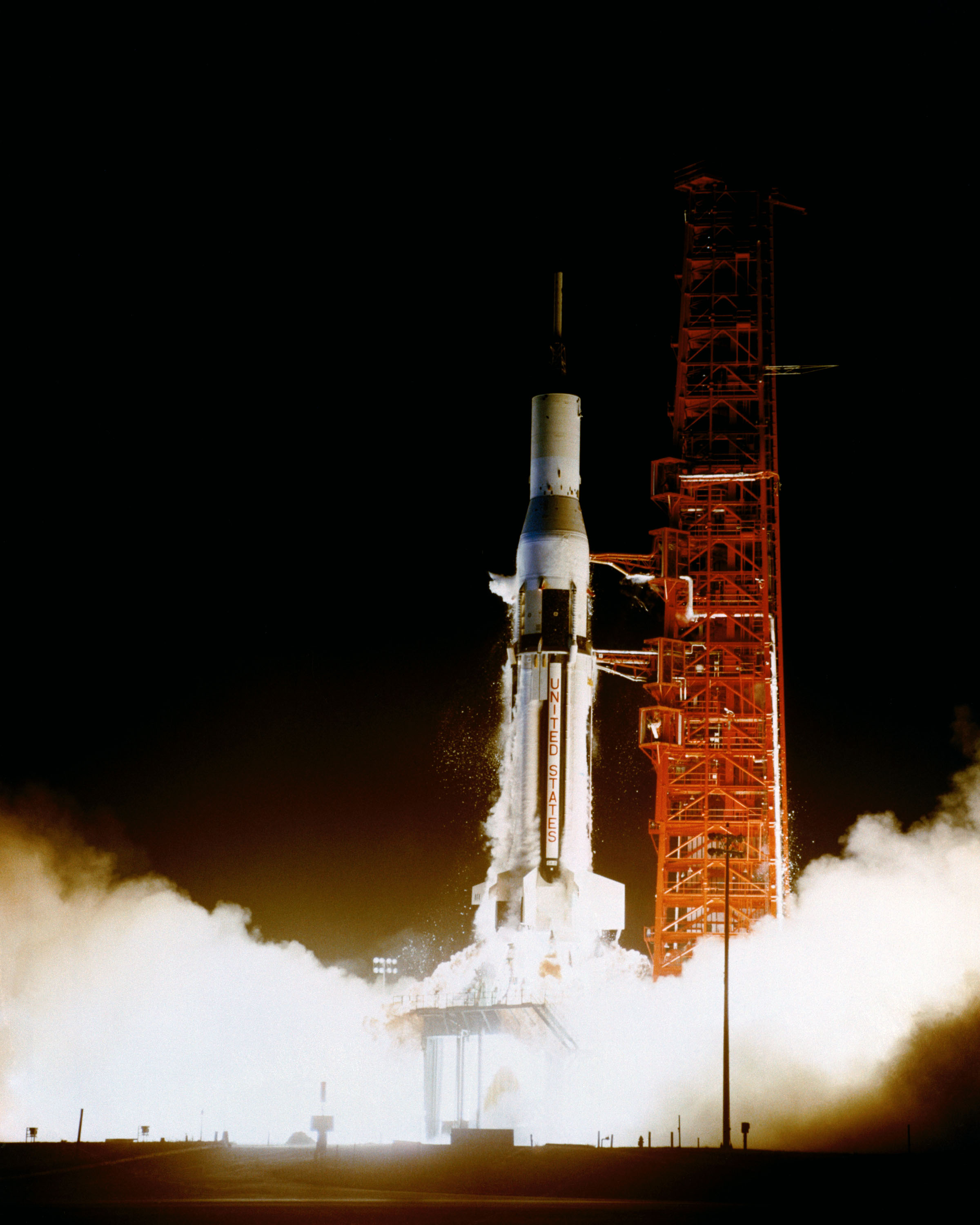
Start rakiety Saturn I z satelitą Pegasus 2

Elementem satelity była osłona modułu dowodzenia Apollo, tzw. boilerplate (nr BP-26) i system ucieczkowy, umieszczony na szczycie. Osłona otaczała satelitę Pegasus 2. Po starcie została odrzucona i orbitowała samodzielnie (skatalogowana pod oznaczeniami 1965-039B i S01385).

## Wyposażenie naukowe
- Detektory meteoroidów

Detektory składały się z równoległych płyt tworzących kondensatory. Gdy płyty były przebijane przez mikrometeoroidy, następowało krótkie wyładowanie elektryczne. Każda płyta miała wymiary 0,51 x 1,02 metra. Umieszczone były na ruchomych wysięgnikach satelity (skrzydłach). Na każdym z nich umieszczone było 6 zestawów po 16 płyt i jeden zestaw po 8 płyt, co dawało łącznie 208 płyt i 416 tak utworzonych kondensatorów. Całkowita powierzchnia detektora wynosiła 188 m². Płyty były osłonięte warstwą aluminium o różnych grubościach: 0,4, 0,2 lub 0,04 mm.
- Spektrometr elektronowy

Dookólny spektrometr stanowił osłonięty scyntylator i fotopowielacz. Przyrząd służył do pomiaru promieniowania jonizującego na orbicie i badaniom anomalii południowoatlantyckiej. Detektor był umieszczony w pobliżu szczytu satelity, w kierunku +z. Przyrząd posiadał dwa kanały energetyczne, 0,5 MeV i 2 MeV. Osłona scyntylatora zapobiegała rejestrowaniu protonów o energiach poniżej 3 MeV. Układ antykoincydencyjny blokował zaś zliczenia cząstek o energiach większych niż 11 MeV.
- Testery pokryć powierzchni termicznych